# Philostephanus difficilis
Philostephanus difficilis – gatunek pluskwiaka z rodziny tasznikowatych i podrodziny Mirinae.
Gatunek ten opisany został w 1998 roku przez N. Lu i L.-Y. Zhenga jako Arbolygus difficilis. Jego redeskrypcji i przeniesienia do rodzaju Philostephanus dokonali T. Yasunaga i M.D. Schwartz.
Ciało podłużno-owalne, u samców długości od 7,2 do 8 mm, a u samic od 6,7 do 7,2 mm. Głowa jasnobrązowa, nieco ziarenkowana. Ciemię pośrodku i wzdłuż nasadowego żeberka poprzecznego przyciemnione. Po bokach czoła kilka rzędów poprzecznych, ciemnych przepasek. Czułki ciemnobrązowe z jasnobrązowym pierwszym członem i nasadami pozostałych. Przedplecze pośrodku ciemnobrązowe, po bokach szeroko jasnobrązowe, pośrodku delikatnie i rzadko, przy bocznych krawędzich zaś grubo i dość gęsto punktowane. Ciemnobrązowa, błyszcząca tarczka ma żółtawe naroża. Półpokrywy ciemnobrązowe, błyszczące, gładkie, dość gęsto i płytko punktowane. Odnóża jasnobrązowe z ciemnymi znakami. Narządy rozrodcze samca o poszerzonej hypophysis prawej paramery i lewej paramerze gęsto, długo, nieco poplątanie owłosionej sterczącymi szczecinkami.
Pluskwiak znany z Nepalu i Syczuanu.